# Tevilah

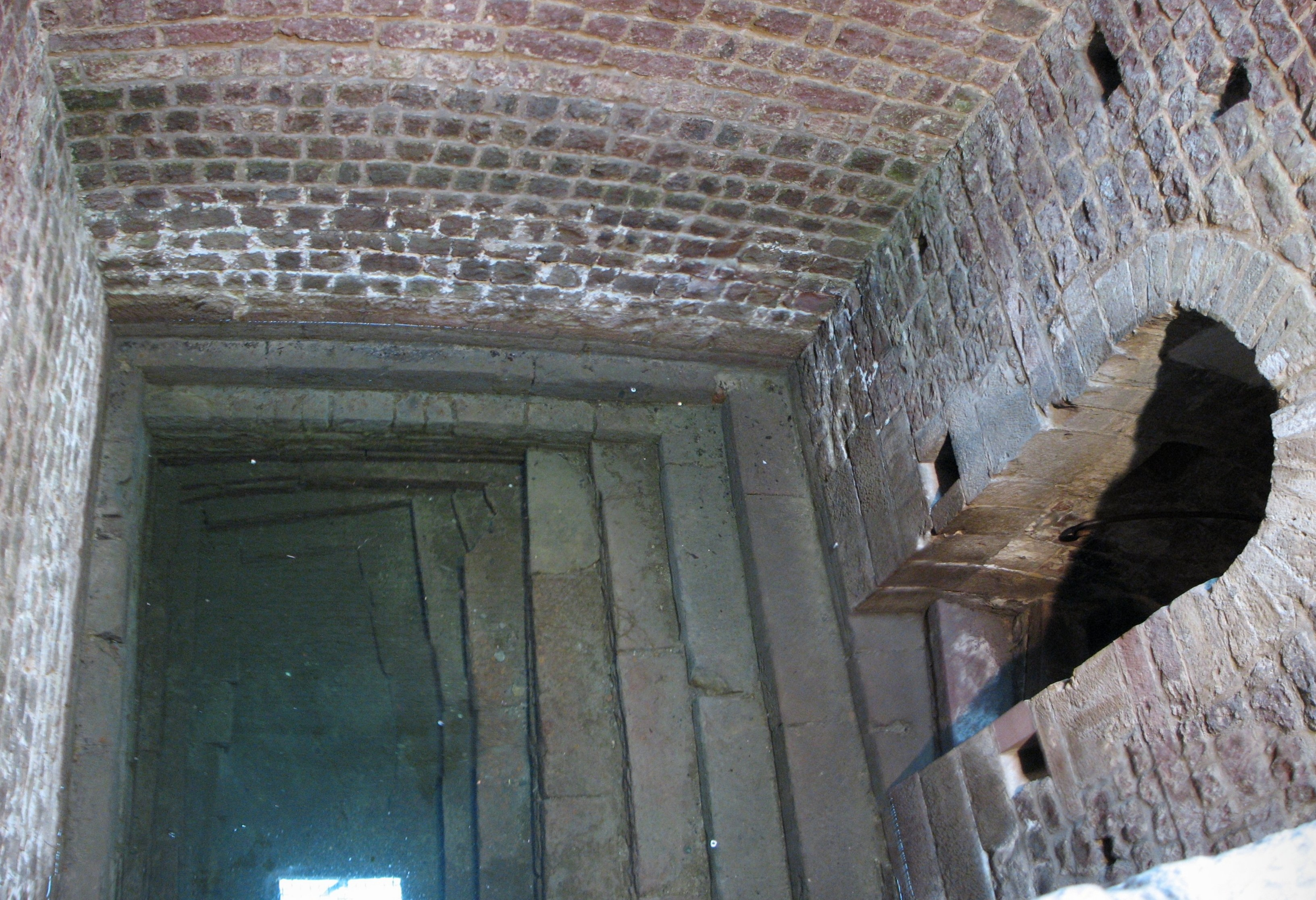
Vasca di un mikveh medievale a Spira, datata 1128, usata per l'immersione completa del corpo

La Tevilah (in ebraico טְבִילָה‎?) è la pratica rituale ebraica di abluzione mediante l'immersione completa del corpo.
Esistono diverse occasioni dove le regole bibliche o rabbiniche richiedono l'immersione completa del corpo. A seconda delle circostanze, tale bagno rituale può richiedere l'immersione in "acqua viva" - sia usando una corrente naturale sia una mikveh (costruita in modo che riceva direttamente una fonte naturale d'acqua, come per es. una sorgente).
Tale tradizione segue i requisiti e le normative di immersione dell'ebraismo rabbinico e derivazioni. Altre branche dell'ebraismo, come quello Falascia, hanno pratiche sostanzialmente differenti, tra cui l'obbligo di una vera fonte naturale o corso d'acqua.

## Conversione all'Ebraismo
L'ebraismo richiede ai conversi di immergersi completamente nell'acqua di un mikveh o bacino d'acqua corrente.

## Umori del corpo e malattie della pelle
La Torah prescrive rituali rivolti a condizioni cutanee note come tzaraath e flussi genitali insoliti emessi da uomo o da donna (Zav/Zavah), che richiedevano sacrifici speciali e rituali appositi durante l'esistenza del Tempio di Gerusalemme, inclusa l'immersione nel mikveh. Inoltre, un periodo di impurità rituale fa seguito a un flusso seminale (keri) e al periodo di niddah (mestruazioni) per la donna, e termina con l'immersione rituale nel mikveh e prima di ricominciare i propri rapporti sessuali coniugali. Tali tradizioni vengono integralmente osservate dell'ebraismo ortodosso  sono normative in quello conservatore.

### Decesso

#### Contatto con una carcassa
Secondo il Levitico, chiunque venga a contatto e trasporti un animale che non sia stato deliberatamente macellato secondo la prassi di shechita (macellazione rituale) veniva considerato dalle normative bibliche come reso impuro, e pertanto era obbligato ad immergersi in acqua in maniera completa. Questa regola è immediatamente preceduta dalla regola contro il consumare qualsiasi cosa contenga sangue, e secondo i biblisti questo è anche il contesto della regola che proibisce di mangiare i non-sacrifici – la regola considera tale consumazione come impura solo se c'è rischio che vi sia sangue nella carcassa. Nella versione di questa regola su Deuteronomio, mangiare i corpi di tali creature non è descritto come rendersi individualmente impuri, né richiede che il consumatore si lavi il corpo, ma piuttosto tale consumazione è espressamente proibita, sebbene la creatura possa essere passata ad uno straniero che può mangiarla.

#### Contatto con un cadavere
Chiunque veniva a contatto con un cadavere umano, o tomba, diventava così impuro da dover essere asperso con acqua santificata dal rituale della Giovenca rossa, in modo da diventare nuovamente puroin; tuttavia la persona che officiava il rituale della Giovenca rossa e che aspergeva l'acqua doveva a sua volta essere trattato come impuro ritualmente. Secondi i biblisti, questo rituale ha le stesse origini del rituale descritto in Deuteronomio per un gruppo di persone che espiano per un omicidio eseguito da uno sconosciuto, secondo cui una giovenca (o un capro) viene macellata presso un corso d'acqua e sopra di esse si esegue il lavaggio delle mani; gli esegeti biblici ipotizzanoche questi siano in definitiva casi di magia simpatica, e rituali consimili esistevano nelle mitologie dei greci e romani Il Testo masoretico descrive l'acqua prodotta dal rituale della Giovenca rossa come "offerta di espiazione"; alcune traduzioni omettono tale particolare, perché differisce da altre offerte di espiazione non sacrificate all'altare, sebbene i biblisti credano che ciò dimostri una incomprensione da parte di queste traduzioni riguardo al significato delle offerte di espiazione.

## Tevilat Keilim
Il Tevilat Keilim è il rito di purificazione degli utensili da cucina e delle stoviglie che vengono a contatto col cibo kosher.
La sua origine storica risale alla vittoria di Israele su Madian e alle prescrizioni di Mosè ricordate dal sommo sacerdote Eleazaro. La purificazione col fuoco, e, ove non possibile con acqua, riguardava qualsiasi manufatto lavorato dalla mano dei Gentili.
Il rito riguarda principalmente oggetti (utensili o contenitori) di vetro, metallo o plastica con i quali si cucina, frigge o arrostisce, consuma il cibo e servono bevande, immersi una piscina rituale specifica (mikhvah), distinta da quella utilizzata dalle persone per purificare il loro corpo e i propri abiti. Sono pronunciate le seguenti parole:
(Lista di preghiere e benedizioni ebraiche)